# Бобровников, Алексей Викторович
Алексей Викторович Бобровников (укр. Олексій Вікторович Бобровников; 24 апреля 1912, Киев — 18 сентября 1998, Киев) — советский и украинский художник театра и кино, график; член Союза художников Украины с 1945 года, Союза кинематографистов Украины с 1959 года и Союза театральных деятелей Украины с 1978 года. Брат художника Кирилла Бобровникова.

## Биография
Родился 11 [24] апреля 1912 года в Киеве. В 1929 году окончил кинофотофакультет Киевского художественного техникума; с 1929 по 1933 год учился на театральном факультете Киевского художественного института (преподаватели Константин Елева, Николай Тряскин).
С 1934 года (с перерывами) работал художником-постановщиком Киевской киностудии художественных фильмов имени А. Довженко, театральным художником в Киевском государственном академическом русском драматическом театре имени Леси Украинки, Киевском театре юного зрителя, Киевском государственном академическом украинском драматическом театре имени И. Франко, Киевском театре музыкальной комедии (1940—1950-е годы, 1993), Уманском городском театре. В 1982—1996 годах преподавал на кафедре композиции Киевского художественного института.
Жил в Киеве в доме по улице Круглоуниверситетской № 7, квартира 7, затем в доме по улице Антоновича № 25, квартира 17. Умер в Киеве 18 сентября 1998 года.

## Творчество
Работал в области театрального и кинодекорационного искусства. Художник-постановщик спектаклей:
- 1952 «Учитель танцев» Лопе де Вега;
- 1954 «Маскарад» Михаила Лермонтова (Киевский ордена Ленина русский драматический театр имени Леси Украинки).

Работал в областях живописи, графики, книжной графики.
Принимал участие во всеукраинских выставках с 1945 года, всесоюзных с 1967 года. Персональная выставка прошла в Киеве в 1965 году.
Автор «Повести о несчастных марсианах», опубликованной в альманахе «Мир приключений» (Киев, 1963).

### Фильмография
1. 1934: «Счастливый финиш»
2. 1936: «Однажды летом» (в соавторстве с Соломоном Зарицким)
3. 1936: «Том Сойер» (в соавторстве с Николаем Траскиным)
4. 1938: «Директор» (в соавторстве с Николаем Траскиным)
5. 1939: «Шуми городок»
6. 1939: «Эскадрилья № 5» (в соавторстве с Михаилом Солохой)
7. 1946: «Центр нападения»
8. 1950: «В мирные дни»
9. 1953: «Тарапунька и Штепсель под облаками»
10. 1954: ««Богатырь» идёт в Марто»
11. 1955: «Пламя гнева»
12. 1955: «Приключения с пиджаком Тарапуньки»
13. 1956: «Кровавый рассвет»
14. 1958: «Огненный мост»
15. 1960: «Роман и Франческа»
16. 1961: «Закон Антарктиды»
17. 1962: «Ехали мы, ехали...»
18. 1965: «Акваланги на дне»
19. 1965: «Над нами Южный Крест»
20. 1967: «Скуки ради» (в соавторстве с Александром Кудрей)
21. 1967: «Туманность Андромеды» (1-я часть «Пленники железной звезды»)
22. 1969: «Где 042?»
23. 1969: «Сердце Бонивура»
24. 1971: «Иду к тебе...»
25. 1973: «Абитуриентка»
26. 1975: «Белый башлык»
27. 1975: «Побег из дворца» (в соавторстве с Василием Бескровным)
28. 1976: «Предположим — ты капитан...» (в соавторстве с Василием Бескровным)
29. 1979: «Смотрины»
30. 1981: «Девушка и море»
31. 1982: «Высокий перевал» (в соавторстве с Василием Бескровным и Анатолием Мамонтовым) и др.